# النا هوروات
النا هوروات (انگلیسی: Elena Horvat؛ زادهٔ ۴ ژوئیه ۱۹۵۸) قایقران روئینگ اهل رومانی بود.
وی در مسابقات کشوری و بین‌المللی در مجموع برندهٔ ۲ مدال طلا، ۲ مدال نقره، ۵ مدال برنز شده‌است.